# CURIOUS (유니스의 싱글)
《CURIOUS》는 2024년 8월 6일에 발매된 UNIS의 첫 번째 싱글 앨범이다.

## 앨범 소개
"I WANT TO BE THE ONE" 여덟 소녀의 완벽추구미
2024년 무한한 가능성을 보여준 걸그룹 UNIS(유니스)가 싱글 앨범 'CURIOUS'로 돌아왔다.
지난 3월 27일 첫 미니 1집 'WE UNIS' 앨범 발매 직후 K-POP 걸그룹 데뷔 음반 초동 8위를 기록하며 국내 및 해외 음원사이트 앨범 차트 상위권에 랭크되는 쾌거를 이뤘다.
데뷔 동시에 '글로벌 수퍼 루키'라는 수식어를 얻으며 차기 5세대 대표 걸그룹의 수식어를 이어갈 UNIS(유니스)는 약 5개월 만인 올해 8월 싱글 앨범 'CURIOUS'로 글로벌 팬들을 매료시킬 것으로 기대된다.
『 CURIOUS 』
확장된 '나'를 보여줘. 성장하고 싶은 '나', 사랑받고 싶은 '나', 함께하고 싶은 '나' ...
자신을 통해 깨닫고 실망하고 스스로를 위로하며 그 안에서 함께 있는 '우리'의 서사를 담았다.
첫 번째 싱글 앨범 'CURIOUS'는 타이틀곡 '너만 몰라'를 포함하여 총 3개의 트랙으로 구성되어 있으며 자기 변신을 통한 소녀들의 역동적인 모습과 존재 자체로 가치 있는 '나'와 '우리'의 모습을 다양한 감정과 솔직한 언어로 풀어냈다. 타이틀곡 '너만 몰라'는 파격적인 느낌을 선사하는 강렬한 일렉트로닉 기타 사운드와 함께 무대를 누비는 젠지(Gen-Z)소녀들의 시크한 애티튜드를 귀엽게 풀어냈다.
기존의 곡 구성을 탈피하였으며 내 안의 벽을 깨고 워너비에 대한 포부를 스포티한 가사에 빗대어 재구성했다. 에너제틱한 보컬과 다이내믹한 전개를 토대로 '나'라는 가치를 어필하는 곡이다.
이어서 'Datin' Myself'는 Dreamy한 신스 리프와 통통 튀는 챈트가 어우러진 미디엄 템포의 Pop곡으로 내 감정에 서툰이들에게 보내는 응원의 메세지와 소녀들의 벅찬 마음을 담았다.
마지막 트랙 'Poppin''은 "오늘은 우리뿐 자유야" 라고 외치는 UNIS만의 밝은 에너지와 아케이드한 무드가 잘 드러난다. 경쾌한 기타, 그루비한 베이스는 생동감 넘치는 보컬의 분위기를 더욱 고조시킨다.

## 음원
| 《너만 몰라 (CURIOUS)》 주요 음원 차트 최고 순위[1]       |                   |                 |       |
| 음원 서비스                                               | 차트 종류         | 차트 종류       | 순위  |
| Melon                                                     | TOP100            | TOP100          |       |
| Melon                                                     | HOT100            | 30일            | 50위  |
| Melon                                                     | HOT100            | 100일           |       |
| Melon                                                     | 실시간 차트       |                 |       |
| Melon                                                     | 일간 차트         |                 |       |
| Melon                                                     | 주간 차트         |                 |       |
| Melon                                                     | 월간 차트         |                 |       |
| Melon                                                     | 최신 차트         | 1주             | 13위  |
| Melon                                                     | 최신 차트         | 4주             | 57위  |
| genie                                                     | 실시간 차트       | 실시간 차트     |       |
| genie                                                     | 일간 차트         |                 |       |
| genie                                                     | 주간 차트         |                 |       |
| genie                                                     | 월간 차트         |                 |       |
| FLO                                                       | FLO 24시간 차트   | FLO 24시간 차트 |       |
| Bugs!                                                     | 실시간 차트       | 실시간 차트     | 17위  |
| Bugs!                                                     | 일간 차트         |                 |       |
| Bugs!                                                     | 주간 차트         |                 |       |
| VIBE                                                      | 일간 차트         | 일간 차트       | 122위 |
| Youtube Music                                             | 음악 차트         | 음악 차트       |       |
| Youtube Music                                             | 뮤직비디오 차트   |                 |       |
| Apple Music                                               | Top 100: 글로벌   | Top 100: 글로벌 |       |
| Apple Music                                               | Top 100: 대한민국 |                 |       |
| 주요 음원 서비스의 〈너만 몰라 (CURIOUS)〉 차트 순위 추이 |                   |                 |       |

## 초동 판매량
| 〈CURIOUS〉 초동 판매량 |             |             |            |
| 날짜                    | 일간 판매량 | 누적 판매량 | 비고       |
| 8월 6일 (1일차)         | 12,9**장    | 12,9**장    | 판매 시작  |
| 8월 7일 (2일차)         | 10,1**장    | 23,0**장    |            |
| 8월 8일 (3일차)         | 7,2**장     | 30,3**장    |            |
| 8월 9일 (4일차)         | 4,2**장     | 34,5**장    |            |
| 8월 10일 (5일차)        | 23,5**장    | 58,0**장    | 커리어하이 |
| 8월 11일 (6일차)        | 1,4**장     | 59,5**장    |            |
| 8월 12일 (7일차)        | 7**장       | 60,2**장    |            |
| 초동 판매량             | 60,2**장    | 60,2**장    |            |

- 2024년 8월 10일, 발매 5일차에 커리어 하이를 달성했다.